# Chrysanthia
Chrysanthia es un género de coleópteros de la familia Oedemeridae de corología paleártica. Se conocen 18 especies y varias subespecies, con una distribución disjunta; así, un grupo de 11 especies está distribuido de manera continua desde Europa, pasando por la taiga siberiana, hasta el centro de China y Japón; un grupo de siete especies coloniza los bosques de coníferas de la vertiente sur del Himalaya, Karakorum e Hindukush; entre ambas, se extienden las regiones esteparias de Asia Central, donde no viven.

## Características
Las especies del género Chrysanthia miden entre 5 y 11 mm, y son de color verde brillante metalizado, con reflejos dorados o cobrizos. Las mandíbulas son bífidas en el ápice, los ojos son pequeños y enteros, las antenas tienen 11 artejos, y son largas y filiformes. El pronoto es cordiforme. Los élitros son subparalelos y están provistos de cuatro costillas longitudinales; algunas especies poseen cerdas negras semilevantadas. Las patas son delgadas, pero los machos de ciertas especies poseen los fémures anteriores y medios algo engrosados; las uñas tarsales no están dentadas.

## Biología y ecología
Las especies del género Chrysanthia viven exclusivamente en bosques de coníferas, por lo que se supone que sus larvas, desconocidas por el momento, se desarrollan en madera muerta de este tipo de árboles. Estos requerimientos ecológicos condicionan su distribución geográfica, que, como se ha dicho, es disjunta; no hay especies de Chrysanthia en las grandes extensiones de estepas y desiertos de Asia Central, donde no hay bosque de coníferas.
Los adultos tienen actividad diurna y son florícolas, volando en las horas centrales del día y posándose sobre las flores en las que permanecen mucho tiempo alimentándose de polen y néctar.

## Especies
Especies restringidas a la vertiente sur del Himalaya, Karakorum e Hindukush.
- Chrysanthia bhutanica - Bután
- Chrysanthia canaliculata - Tayikistán
- Chrysanthia cyanescens - India
- Chrysanthia fuscimembris - India y Pakistán.
- Chrysanthia himalaica - India
- Chrysanthia krali - Uzbekistán
- Chrysanthia rugicollis - India
- Chrysanthia valens - India
- Chrysanthia wittmeri - India y Pakistán.

Especies distribuidas desde Europa hasta el Japón.
- Chrysanthia chalcochroa - Anatolia, Cáucaso y montañas del oeste de Irán.
- Chrysanthia cyprica - Endémica de la isla de Chipre.
- Chrysanthia distinctithorax - Anatolia
- Chrysanthia flavipes - Anatolia
- Chrysanthia geniculata - Desde Europa hasta China central y Japón.
- Chrysanthia hamata - Endémica de la península ibérica.
- Chrysanthia maroccana - Endémica de Atlas marroquí.
- Chrysanthia reitteri - Endémica de la península ibérica.
- Chrysanthia superba - Norte de África y península ibérica.
- Chrysanthia varipes - Península Balcánica, Anatolia y Cáucaso.
- Chrysanthia viridissima - Europa hasta Siberia occidental.